# Піддячий Микола Іванович
Піддячий Микола Іванович (нар. 13 листопада 1960, смт Згурівка, Київська область, Українська РСР) — професор (2014р.), доктор педагогічних наук (2011р.), член-кореспондент Міжнародної Слов'янської Академії освіти імені Яна-Амоса Коменського (2006р.), Почесний громадянин міста Бориспіль (2001р.).

## Біографія
Народився 13 листопада 1960 р. в смт. Згурівка, Київської області. Українець. 
Батько Іван Маркович і мати Варвара Пилипівна — селяни. Брат Володимир Іванович — інженер. Дружина Ірина Борисівна Піддяча (Поліщук) — економіст. Сини: Володимир — доктор філософії; Дмитро — магістр (Київський національний університет імені Тараса Шевченка).
Згурівську середню школу (Київська область) закінчив у 1977 році. Разом з атестатом про загальну середню освіту присуджена кваліфікація тракториста-машиніста.
Кваліфікація "Водій автотранспортних засобів категорії «В» і «С» присуджена в 1979 році (м. Тараща).
Відділення механізації сільського господарства Таращанського радгоспу-технікуму закінчив у 1980 році.
У 1989 році закінчив педагогічне відділення факультету механізації сільського господарства Української ордена Трудового Червоного Прапора сільськогосподарської академії.
Економічний факультет Української ордена Трудового Червоного Прапора сільськогосподарської академії закінчив у 1990 році.
Науковий ступінь «Кандидат педагогічних наук» зі спеціальності 13.00.07 теорія та методика виховання присуджено в 2003 році.
Членом-кореспондентом Міжнародної Слов'янської Академії освіти імені Яна-Амоса Коменського обраний у 2006 році.
Вчене звання «Старший науковий співробітник» зі спеціальності теорія та методика виховання присвоєно в 2007 році.
Науковий ступінь «Доктор педагогічних наук» зі спеціальності 13.00.02 теорія та методика трудового навчання (011 - Освітні/Педагогічні науки; 014 - Середня освіта (за предметними спеціальностями)  в січні 2011 року.
Вчене звання «Професор кафедри менеджменту освіти, економіки та маркетингу» присвоєно в травні 2014 року.

## Трудова діяльність
- 1977 р. — робітник Красноармійського цукрового комбінату, смт. Згурівка, Київської області;
- 1977—1980 рр. — навчання в Таращанському радгоспі-технікумі;
- 1980 р. — майстер Володимирського відділення Червоноармійського радгоспу смт. Згурівка, Київської області;
- 1980—1982 рр. — служба в Збройних Силах Союзу СРСР, м. Оренбург;
- 1982—1983 рр. — майстер виробничого навчання Згурівського СПТУ-4;
- 1983—1992 рр. — майстер виробничого навчання і викладач Бориспільського міжшкільного навчально-виробничого комбінату;
- 1987—1992 рр. — голова кооперативу «Автомобіліст — 2» при Бориспільському міжшкільному навчально-виробничому комбінату (за сумісництвом);
- 1992—2007 рр. — директор Бориспільського міжшкільного навчально-виробничого комбінату;
- 2002—2009 рр. — директор Бориспільського електронного центру Інституту заочного і дистанційного навчання Національного авіаційного університету (за сумісництвом);
- 2003—2010 рр. — старший науковий співробітник лабораторії трудового виховання і профорієнтації Інституту проблем виховання АПН України (за сумісництвом);
- 2004—2007 рр. — старший науковий співробітник лабораторії профільного навчання та профконсультацій Інституту педагогіки АПН України (за сумісництвом);
- 2004—2009 рр. — доцент кафедри заочного і дистанційного навчання Національного авіаційного університету (за сумісництвом);
- 2007—2009 рр. — старший науковий співробітник лабораторії профільного навчання та профконсультацій Інституту педагогіки АПН України;
- 2009—2012 рр. — завідувач лабораторії профільного навчання та профконсультацій Інституту педагогіки НАПН України;
- 2009—2011 рр. — доцент кафедри філософії і освіти дорослих Університету менеджменту освіти НАПН України (за сумісництвом);
- 2011—2014 рр. — професор кафедри менеджменту освіти, економіки та маркетингу Університету менеджменту освіти НАПН України (за сумісництвом);
- 2012—2013 рр. — професор кафедри теорії та методики навчання технологій Інституту природничо-математичної та технологічної освіти Уманського державного педагогічного університету імені Павла Тичини (за сумісництвом);
- з 2012 -2022рр. — професор Полонійної академії в Ченстохові (Польща);
- 2013—2016 рр. — професор кафедри педагогіки та психології Педагогічного інституту Київського університету імені Бориса Грінченка (за сумісництвом);
- із 2020-2021рр. - професор кафедри інформаційних систем та технологій інженерно-педагогічного факультету Національного педагогічного університету імені М. П. Драгоманова (за сумісництвом);
- з 2012-2023рр. — головний науковий співробітник відділу STEM-освіти Інституту педагогіки Національної академії педагогічних наук України;
- 2024р. — головний науковий співробітник відділу інноваційних технологій в освіті обдарованих Інституту обдарованої дитини Національної академії педагогічних наук України;
- із 2025 року дотепер — завідувач відділу інноваційних технологій в освіті обдарованих Інституту обдарованої дитини Національної академії педагогічних наук України.

## Основні результати трудової діяльності
Після служби в Збройних Силах Союзу СРСР розпочав педагогічну діяльність у Згурівському професійно-технічному училищі майстром виробничого навчання, а в літній період працював командиром об'єднаних студентських будівельних загонів.
За період роботи в Бориспільському міжшкільному навчально-виробничому комбінаті (МНВК) більше десяти тисячам випускників загальноосвітніх шкіл, ліцею і гімназії присвоєно робітничу кваліфікацію та надано допомогу в соціально-професійній орієнтації за 13 спеціальностями і напрямами. Навчально-виховний і виробничий процес здійснювався у взаємодії з базовими підприємствами: Міжнародний аеропорт Бориспіль; автотранспортні підприємства; станції технічного обслуговування автомобілів; швейні фабрики; підприємства харчової промисловості; медичні установи; заклади освіти; інформаційно-обчислювальні та комп'ютерні центри; будівельні організації; художня майстерня.
Відповідно державної політики, спрямованій на формування спеціальних коштів навчально-виховних закладів та залучення їх для покращення якості навчально-виховного процесу, у 1987 році створив госпрозрахунковий структурний підрозділ кооператив «Автомобіліст — 2» при Бориспільському міжшкільному навчально-виробничому комбінаті, який здійснював навчання, займався розробкою технологій, випуском та реалізацією учнівської продукції у взаємодії з базовими підприємствами (1987—1992 рр.).
З 1992 до 2007 року в процесі підготовки «Операторів електронно-обчислювальних машин» та «Операторів комп'ютерного набору» працював з новітніми інформаційно-комунікаційними технологіями. Досвід роботи в глобальній мережі Інтернет з 1996 року.
У період з 2000 року до 2007 року на навчальній базі Бориспільського міжшкільного навчально-виробничого комбінату керував експериментальними майданчиками Інституту педагогіки, Інституту проблем виховання та Інституту педагогічної освіти і освіти дорослих НАПН України. Має досвід організації та проведення міжнародних та всеукраїнських науково-практичних заходів.
З 1994 року до 2007 року організатор-керівник навчально-виховного і виробничого комплексу неперервної освіти: міжшкільний навчально-виробничий комбінат (м. Бориспіль) — вищі навчальні заклади (Український транспортний університет, Київський економічний інститут менеджменту, Київський авіаційний технікум, Київський технікум громадського харчування, Київський славістичний університет, Міжрегіональна академія управління персоналом, Національний технічний університет «КПІ», Національний авіаційний університет) — Національна академія педагогічних наук України (Інститут педагогіки (2000—2007 рр.), Інститут проблем виховання (2000—2007 рр.), Інститут педагогічної освіти і освіти дорослих (2003—2007 рр.)). Діяльність комплексу спрямовувалась на задоволення потреб особистості у процесі побудови професійної траєкторії та стабілізації регіонального ринку праці, виходячи з наявного та перспективного соціально-економічного устрою. Має досвід розробки навчального комплекту дистанційного навчання для системи загальної середньої освіти (1999—2007 рр.) і вищої школи (2000—2009 рр.) та їх впровадження в освітній процес.
2001—2003 рр. голова асоціації міжшкільних навчально-виробничих комбінатів України.
За активної участі Піддячого М. І. (координатор об'єднаної робочої групи) наказом Міністерства освіти і науки України у 2003 році створена Координаційна рада міжшкільних навчально-виробничих комбінатів при Міністерстві освіти і науки України, яка у всіх областях України, м. Києві та Автономній Республіці Крим вирішувала проблеми підготовки учнів старших класів до активної трудової діяльності та створення передумов для стабілізації ринку праці в умовах регіонального соціально-економічного середовища.
2000-2022рр. член комісії з трудового навчання і креслення Науково-методичної Ради з питань освіти і науки Міністерства освіти і науки України. 2002—2003 рр. та 2011 р. член робочої групи з розробки Державного стандарту базової і повної загальної середньої освіти (освітня галузь «Технології»).
Досвід роботи в державних освітніх комісіях:
- член державної комісії з присвоєння звання «Вчитель року (освітня галузь „Технології“)» (Київ-Дрогобич, 2003 р.);
- голова Державної комісії з присвоєння кваліфікації в Інженерно-педагогічному інституті Національного педагогічного університету імені М. П. Драгоманова (Київ, 2013 р.);
- голова Державної комісії з присвоєння кваліфікації в Інституті неперервної освіти Національного педагогічного університету імені М. П. Драгоманова (Київ, 2020 р.).

Науково-дослідну роботу розпочав у 1997 році, маючи 15-річний досвід педагогічної діяльності. Кандидатську дисертацію за темою: «Організаційно-педагогічні умови підготовки старшокласників до професійного самовизначення у міжшкільних навчально-виробничих комбінатах» захистив 2002 року в Інституті проблем виховання АПН України (науковий керівник доктор психологічних наук, професор Бех Іван Дмитрович).
У 2010 році в Інституті педагогіки НАПН України захистив докторську дисертацію за темою: «Теоретико-методичні засади підготовки старшокласників до професійної діяльності в умовах профільного навчання» (науковий консультант доктор філософських наук, професор Зязюн Іван Андрійович).
Піддячий М. І. відомий в Україні та за її межами учений. «За вагомий внесок у розвиток освіти і педагогічної науки» на V конгресі Міжнародної Слов'янської Академії освіти імені Яна-Амоса Коменського обраний членом-кореспондентом (2006 р.).
Плани на майбутнє пов’язані із колективними розробленнями і впровадженням результатів досліджень, які впливають на стан здоров’я та захищеності людини, сім’ї, народу, їхніх цінностей і культури:
- «Здоров’ярозвиваюча, здоров’ястабілізуюча та здоров’язберігаюча стратегія розвитку особистості на вікових етапах та її технології» (Інститут обдарованої дитини НАПН України – Національний педагогічний університет імені М. П. Драгоманова – Національний університет фізичного виховання і спорту України – Національний медичний університет імені О. О. Богомольця – експериментальні майданчики);
- «Соціально-професійний розвиток особистості на вікових етапах» (Інститут обдарованої дитини НАПН України – Інститут медицини праці імені Ю. І. Кундієва НАМН України – експериментальні майданчики);
- «Формування рівнів готовності особистості до вироблення продукту праці як ресурсу для забезпечення гуманітарної безпеки України» (Інститут обдарованої дитини НАПН України – Національний інститут стратегічних досліджень – експериментальні майданчики);
- «Неперервний розвиток особистості у гармонії з Природою на основі спадщини академіка Володимира Івановича Вернадського» (НАН України – Інститут обдарованої дитини НАПН України – експериментальні майданчики).
Досвід роботи у спеціалізованих вчених радах:
- спеціалізована вчена рада Інституту педагогіки НАПН України за спеціальністю 13.00.02 — теорія та методика навчання технологій (2011—2014 рр.);
- спеціалізована вчена рада Національного педагогічного університету імені М. П. Драгоманова за спеціальністю 13.00.02 — теорія та методика навчання технологій (2011—2014 рр.);
- спеціалізована вчена рада Університету менеджменту освіти Національної академії педагогічних України за спеціальністю 13.00.04 – теорія та методика професійної освіти (2013—2016 рр.);
- спеціалізована вчена рада Інституту педагогіки НАПН України за спеціальністю 13.00.02 — теорія та методика навчання (2014-2022рр.).

## Нагороди
Внесений до «Книги шани міста Борисполя» (Почесний громадянин міста Бориспіль - 2001 рік).
Нагороджений:
- нагрудним знаком «Відмінник освіти України» (Міністерство освіти і науки України, 1996р.);
- нагрудним знаком «А. С. Макаренко» (Міністерство освіти і науки України, 2005р.);
- Почесною грамотою Академії педагогічних наук України (2005р.);
- Почесною грамотою Національної академії педагогічних наук України (2010р.);
- нагрудним знаком «Ушинський К. Д.» (Національна академія педагогічних наук України, 2011р.);
- медаллю «Григорій Сковорода» (Національна академія педагогічних наук України, 2015р.);
- медаллю «Іван Франко» (Національна академія педагогічних наук України, 2020р.).

## Перелік основних публікацій
- Піддячий М. І. (2022). Рашизм. Державне підприємство "Український інститут інтелектуальної власності" (Укрпатент). URL: https://lib.iitta.gov.ua/738118/
- Піддячий Микола (Piddiachyi Mykola). URL: https://scholar.google.com/citations?hl=en&user=PZvfSOUAAAAJ&view_op=list_works
- Електронна бібліотека НАПН. Піддячий М. URL: https://lib.iitta.gov.ua/view/creators/==041F==0456==0434==0434==044F==0447==0438==0439=3A==041C==0438==043A==043E==043B==0430_==0406==0432==0430==043D==043E==0432==0438==0447=3A=3A.html